# Chaenophryne longiceps
Chaenophryne longiceps is een  straalvinnige vissensoort uit de familie van armvinnigen (Oneirodidae). De wetenschappelijke naam van de soort is voor het eerst geldig gepubliceerd in 1925 door Regan.
De soort staat op de Rode Lijst van de IUCN als niet bedreigd, beoordelingsjaar 2009.